# Severny (district)
Pour les articles homonymes, voir Severny.
Severny (Муниципальный округ Северный) est un district municipal de la ville de Moscou, capitale de la Russie, dépendant du district administratif nord-est.

## Territoire et frontières
La frontière du district de Severny suit: l'axe de l'emprise de la rocade routière MKAD (Московская кольцевая автомобильная дорога), puis la limite administrative de Moscou (le long de la bordure nord-est de l'emprise de la ligne ferroviaire Savyolovskoye de la voie ferrée de Moscou jusqu'au 19ᵉ kilomètre ; ensuite 300 mètres vers le nord-est ; le long du côté sud d'une voie longeant les champs de la station agrochimique expérimentale de Dolgoproudny; puis 800 mètres vers le nord-est (jusqu'à la limite sud de la propriété du n°171 sur la chaussée Dmitrovskoïe du village de Vinogradovo, dans l'arrondissement urbain de Mytishchi, oblast de Moscou) ; traverse ensuite la chaussée Dmitrovskoïe; suit 900 mètres la bordure nord-est de l'emprise de cette chaussée; puis 600 mètres vers le nord-est (en excluant la station-service) jusqu'au territoire d'une institution spéciale ; longe les limites nord et ouest de cette institution (incluant l'espace automobile devant ses portes d'entrée); suit les limites ouest et sud du territoire de l'association horticole «Smorodinka» (arrondissement urbain de Mytishchi, oblast de Moscou); parcourt 1 km le long du côté nord de la route menant au village d'Afanasovo (arrondissement de Mytishchi) ; puis emprunte les limites ouest de la forêt de Khlebnikovsky (gérée par les services forestiers du Nord) et la bordure ouest des conduites d'eau de la station de pompage septentrionale, avant de rejoindre la rocade MKAD.

## Histoire
Le village de Severny a été fondé au début des années 1950 en tant que localité rattachée à la station de pompage septentrionale, qui approvisionne Moscou en eau potable à partir du canal de Moscou. En 1952, il a obtenu le statut de village ouvrier et était placé sous l'administration du Conseil municipal de Moscou. Par un décret du Présidium du Soviet suprême de la RSFSR en date du 11 décembre 1985, intitulé «Sur l'inclusion de certaines localités dans les limites de la ville de Moscou», le village de Severny a été intégré à la ville de Moscou.
En 1991, le district administratif du Nord-Est a été créé, comprenant temporairement la circonscription municipale «Severny», qui a obtenu en 1995 le statut de district de Moscou.
Dans les années 2000, des projets de construction ont été lancés. En décembre 2011, les 1er, 4e et 9e quartiers d'habitation à immeubles de grande hauteur ont été achevés, ainsi que le 2e quartier, composé des lotissements de cottages «Severnaya Sloboda», «Severnaya Sloboda-2» (en phase d'achèvement) et «Arkhangelskoïe-Tyurikovo». Par ailleurs, l'ouverture d'une route de contournement a été annoncée, destinée à détourner les flux de transport de l'intersection entre la chaussée Dmitrovskoïe et la rocade MKAD. En octobre 2016, cette route a été baptisée rue Akademika Fliorova. Elle traverse le district de Lianozovo à partir du pont sur la chaussée Dmitrovskoïe, longe la ligne ferroviaire Savyolovskoye de la voie ferrée de Moscou, passe près de la gare de Mark, continue dans le district de Severny jusqu'à la rivière Meryanka, tourne vers le nord-est et suit sa rive jusqu'à la chaussée Dolgoproudnenskoïe, au-delà de laquelle elle est prolongée par la rue Akademika Alikhanova.

En 2017, selon une étude de la société Yandex, Severny a été reconnu comme le pire district de Moscou, devancé par Kapotnia et Nekrassovka. Le classement prenait en compte l'accessibilité des transports, les infrastructures de vie quotidienne et l'environnement.

Armes du district
Drapeau du district

## Galerie

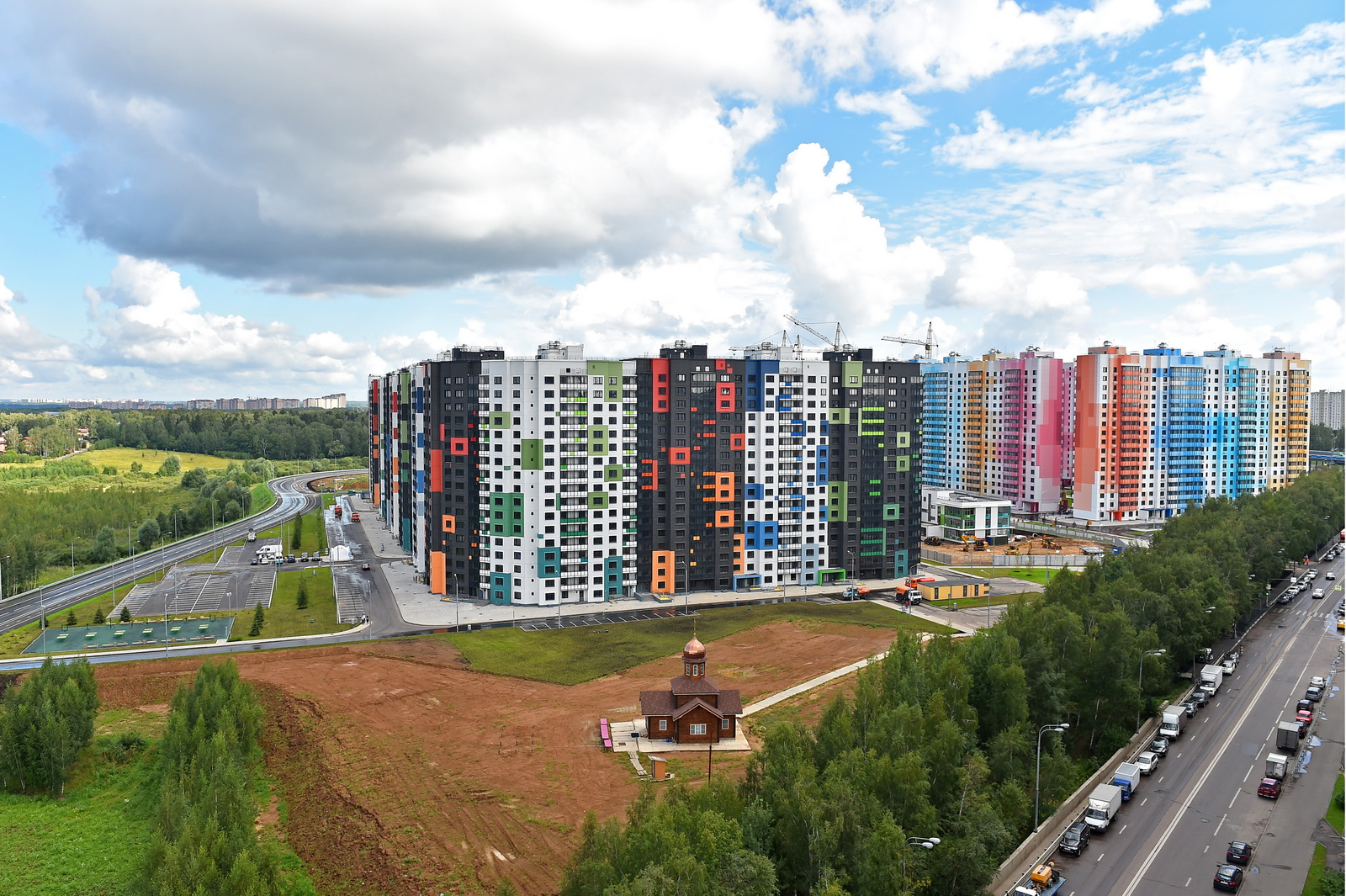
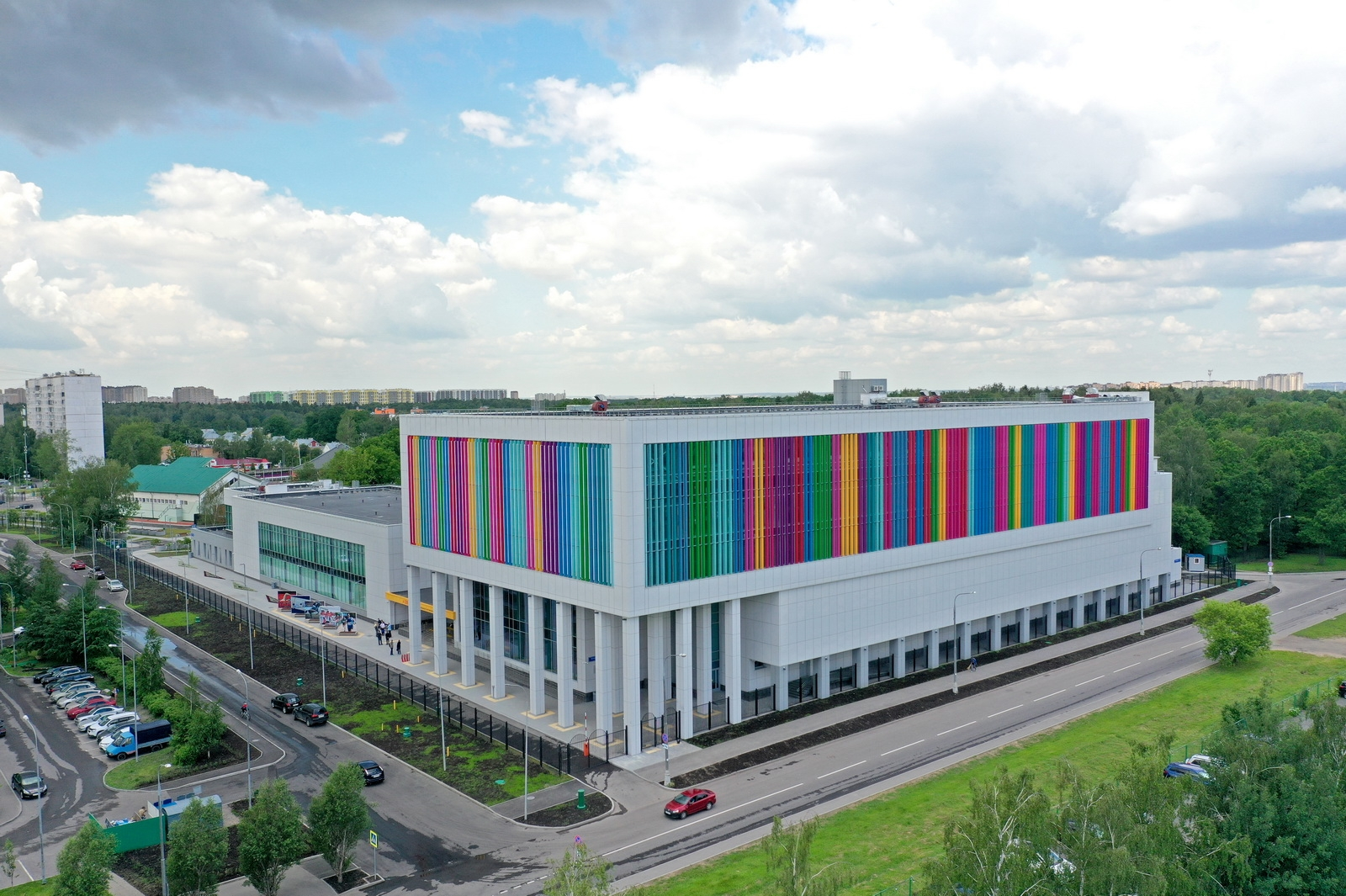
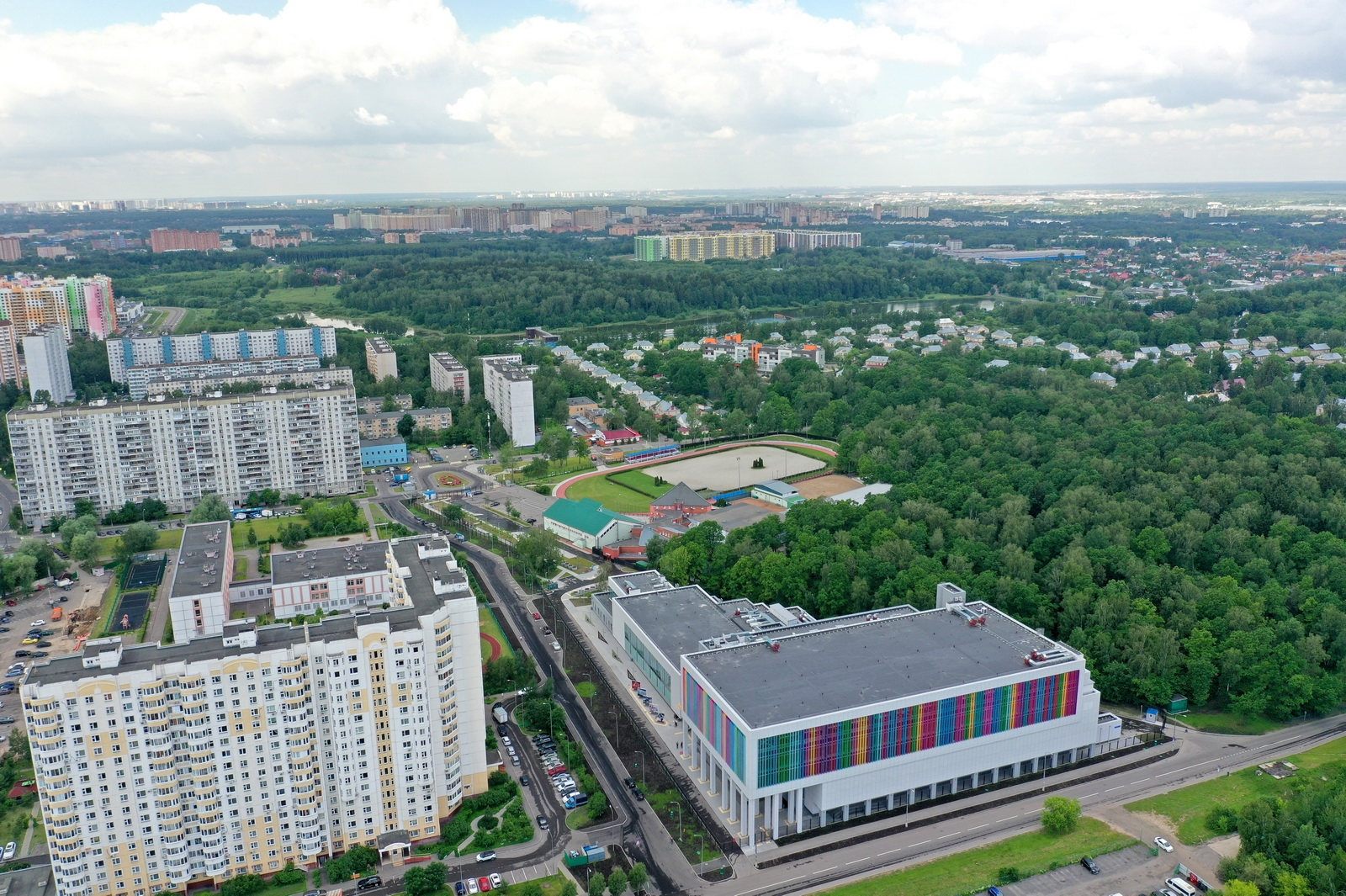